# Alexander Robert Pruss

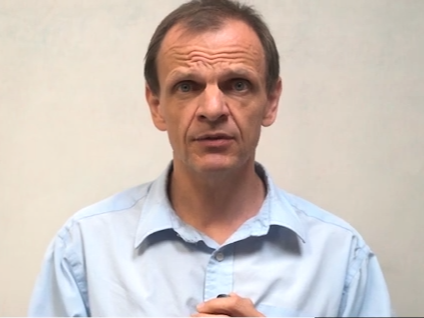
Alexander Robert Pruss, 2022

Alexander Robert Pruss (* 5. Januar 1973) ist ein kanadischer Philosoph.

## Leben
Er schloss 1991 sein Studium an der University of Western Ontario mit einem Bachelor of Science in Mathematik und Physik ab. Nach einem Ph.D. an der University of British Columbia und veröffentlichte 1996 mehrere Artikel in Proceedings of the American Mathematical Society und anderen mathematischen Fachzeitschriften. Er begann sein Studium der Philosophie an der University of Pittsburgh. Seine Dissertation Possible Worlds: What They Are and What They Are Good For stellte er 2001 bei Nicholas Rescher fertig.
Pruss begann 2001 mit dem Unterrichten von Philosophie an der Georgetown University und erhielt 2006 eine Anstellung. 2007 zog er nach Waco, um Philosophie an der Baylor University zu unterrichten. Heute ist er Leiter des Graduiertenkollegs der Abteilung für Philosophie.

## Schriften (Auswahl)
- The principle of sufficient reason. A reassessment. Cambridge 2006, ISBN 0-521-85959-X.
- Actuality, Possibility and Worlds. New York 2011, ISBN 978-1-4411-4204-7.
- One body. An essay in Christian sexual ethics. Notre Dame 2013, ISBN 0-268-03897-X.
- Popper Functions, Uniform Distributions and Infinite Sequences of Heads. In: Journal of Philosophical Logic. Band 44, 2015, S. 259–271, doi:10.1007/s10992-014-9317-7.
- mit Joshua L. Rasmussen: Necessary existence. New York 2018, ISBN 978-0-19-874689-8.